# Ludwig August Frankl von Hochwart
Ludwig August Ritter von Frankl-Hochwart (né le 3 février 1810 à Chrast en Tchéquie, mort le 12 mars 1894 à Vienne) est un médecin, journaliste et poète autrichien.

## Biographie
Ludwig August Frankl est issu d'une famille juive de Chrast. Son nom hébraïque est Abraham Eleazar. Ses parents sont l'éditeur Leopold Frankl (mort en 1825) et sa femme Thérèse, née Heimann de Lissitz. Ses frères sont David Bernhard Frankl (1820-1859), homme d'affaires et fondateur de l'académie commerciale de Prague, et le conseiller impérial et conseiller municipal Wilhelm Frankl (1821-1893), à qui la création des écoles industrielles de Vienne et du cimetière central de Vienne est attribué.
Il acquiert son éducation juive de son oncle,(he) Zechariah Frenkel, père spirituel du judaïsme conservateur.
Après avoir fréquenté le gymnasium piariste de Prague, il fait en 1828 des études de médecine à l'université de Vienne. Grâce à des ballades, il entre dans les cercles d'écrivains viennois et se fait un nom.
Son premier recueil de poèmes, Chant de la maison de Habsbourg, est publié en 1832 et se caractérise par son patriotisme ; avec ce poème, il remporte le prix de l'empereur d' Autriche François-Joseph . Son deuxième recueil de poèmes, Legends from the Ancient Land, est publié en 1834 et consacré au traitement des « questions juives ». Le poème Chistoforo Colombo, écrit en 1836 et traitant de Christophe Colomb, lui vaut cette année-là la citoyenneté honoraire de la ville de Colomb à Gênes, 
Au retour de son voyage en Italie, où il a obtenu son doctorat de médecine à l'université de Padoue en 1837, il commence à exercer et devient le secrétaire de l'Israelitische Kultusgemeinde Wien.
En 1838 , Frenkel est nommé secrétaire de la communauté juive de Vienne. En tant que tel, il s'oppose à l'utilisation de l'orgue dans les synagogues car il y voyait une imitation du christianisme. En sa qualité, il est également responsable des archives historiques de la communauté juive de Vienne et publie des études sur l'histoire de la communauté juive de cette ville. À partir de 1842, Frenkel édite l'hebdomadaire littéraire Sunday Pages jusqu'à ce qu'il soit confisqué par le gouvernement pour avoir soutenu le printemps des peuples.
En 1841, il prend la rédaction du journal Österreichischen Morgenblattes puis fonde l'hebdomadaire Sonntagsblätter, où il rend compte de la vie intellectuelle viennoise. Par ailleurs, il compose des poèmes, dont Rachel inspiré de la Bible.
Son poème Die Universität, composé au début de la révolution autrichienne de 1848, est diffusé avec un grand tirage sans censure à un plus d'un million d'exemplaires et est mis en musique par plusieurs compositeurs.
En 1851, il est directeur du Musikverein et professeur d'esthétique à l'université de Vienne, fonde aussi un institut pour aveugles.
En 1873, il est président de la société Schiller à Vienne et reçoit le titre de praeses au sein de l'Israelitische Kultusgemeinde Wien.
En 1856, Ludwig August Frankl voyage vers Jérusalem en Palestine, missionné par Eliza Hertz de Vienne, la fille du noble juif autrichien (he) Shimon Adler Lemmel. Il lui est confié la charge d'établir l'école Lemmel (he), la première école juive moderne où les garçons étudieraient des disciplines générales en plus des études sacrées. Mais dès son arrivée, il rencontre une forte opposition de l'ancienne colonie, et en particulier des rabbins ashkénazes craignant l'esprit de promiscuité qu'apporterait la nouvelle école à la suite des études profanes qui y étaient enseignées. La plupart des Ashkénazes de Jérusalem avaient déjà été témoins de l'influence de l'enseignement général en Europe dont ils étaient issus et considéraient Jérusalem comme une ville de refuge contre les Lumières européennes et exigeaient qu'elles n'entrent pas par les portes de la ville sainte. Par conséquent, l'école de Frankl à Jérusalem rencontre un vif boycott rabbinique. Cependant, Frankel signe un accord avec les chefs de la communauté séfarade (dont le rabbin (he) Haïm Nissim Abulafia) selon lesquels tout programme d'études de l'école serait approuvé par eux.
Frankl publie ses impressions sur sa mission en Terre d'Israël et ses visites dans les pays voisins ainsi que ses expériences pour la fondation de l'école Lemmel dans son livre Jérusalem. Le livre de voyage écrit à l'origine en allemand comporte deux parties : la première partie, Nach Jerusalem est imprimée à Vienne en 1858 - 1860, et la seconde partie, Nach Aegyptan, en 1860 . La même année, la traduction hébraïque de la première partie du livre a été publiée. Le livre est ainsi traduit dans plusieurs autres langues et constitue une source historique importante.

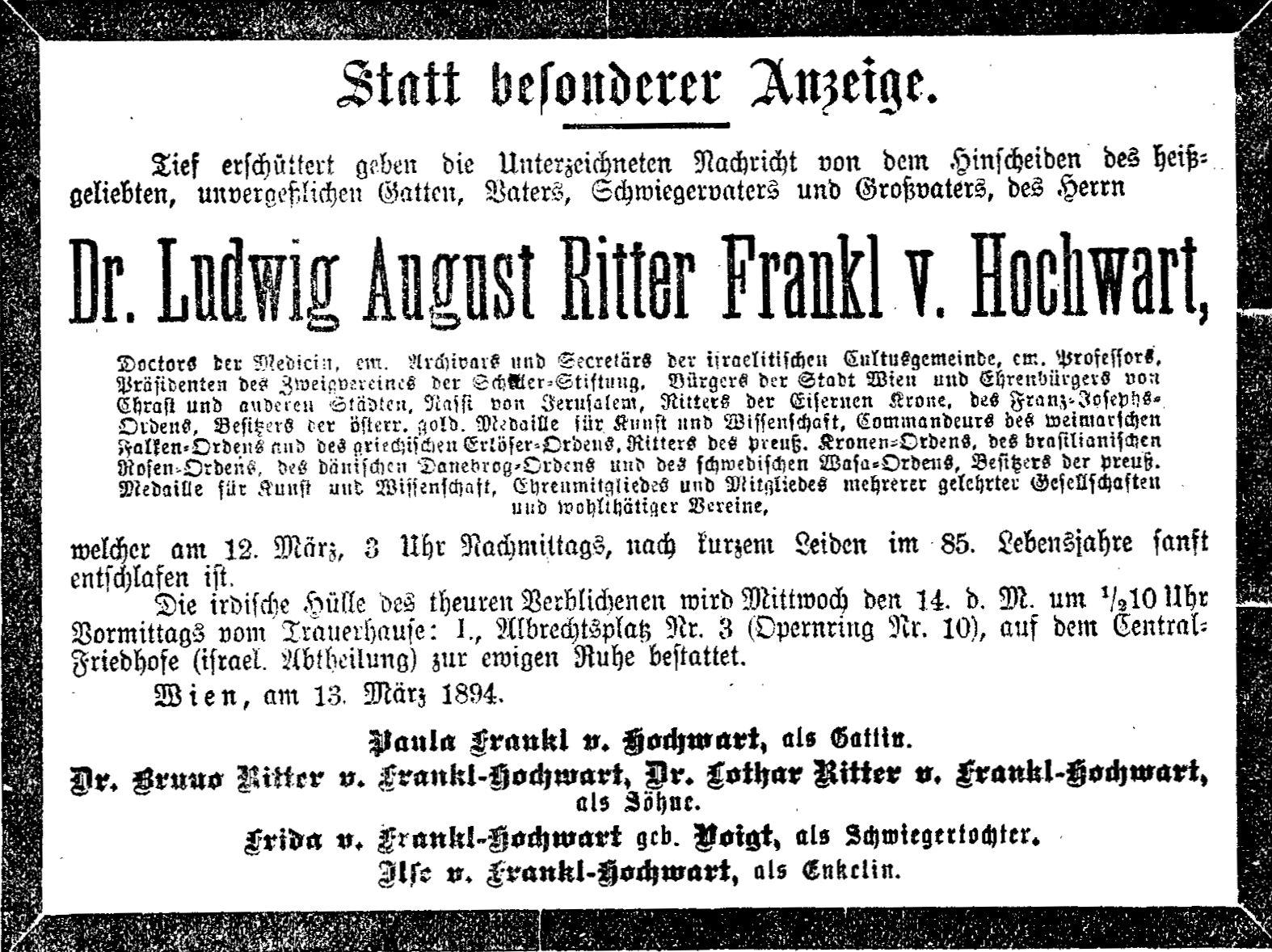
Notice nécrologique du Dr. Ludwig August Ritter Frankl parue dans Neue Freie Presse, 13 mars 1894

À l'occasion de l'inauguration de la Schillerplatz à Vienne (de) le 10 novembre 1876, Frankl est fait « chevalier de Hochwar », en hommage à ses œuvres sociales et particulièrement à l'institut pour aveugles qu'il a créé à Hohe Warte. En 1880, il est fait citoyen d'honneur de la ville de Vienne.
Il meurt en 1894 et est enterré au cimetière central de Vienne (groupe 5b / 35/58).
Marié à Paula Wiener (née en 1834), Ludwig August Frankl von Hochwart est le père du neurologue Lothar von Frankl-Hochwart (de) (1862-1914) et l'oncle de Paul Josef Frankl (1892-1976), musicologue et professeur à l'académie de musique et des arts du spectacle de Vienne. Un parent plus éloigné de Frankl était le chercheur du Talmud et le rabbin Zacharias Frankel (1801-1875) de Prague.

## Galerie

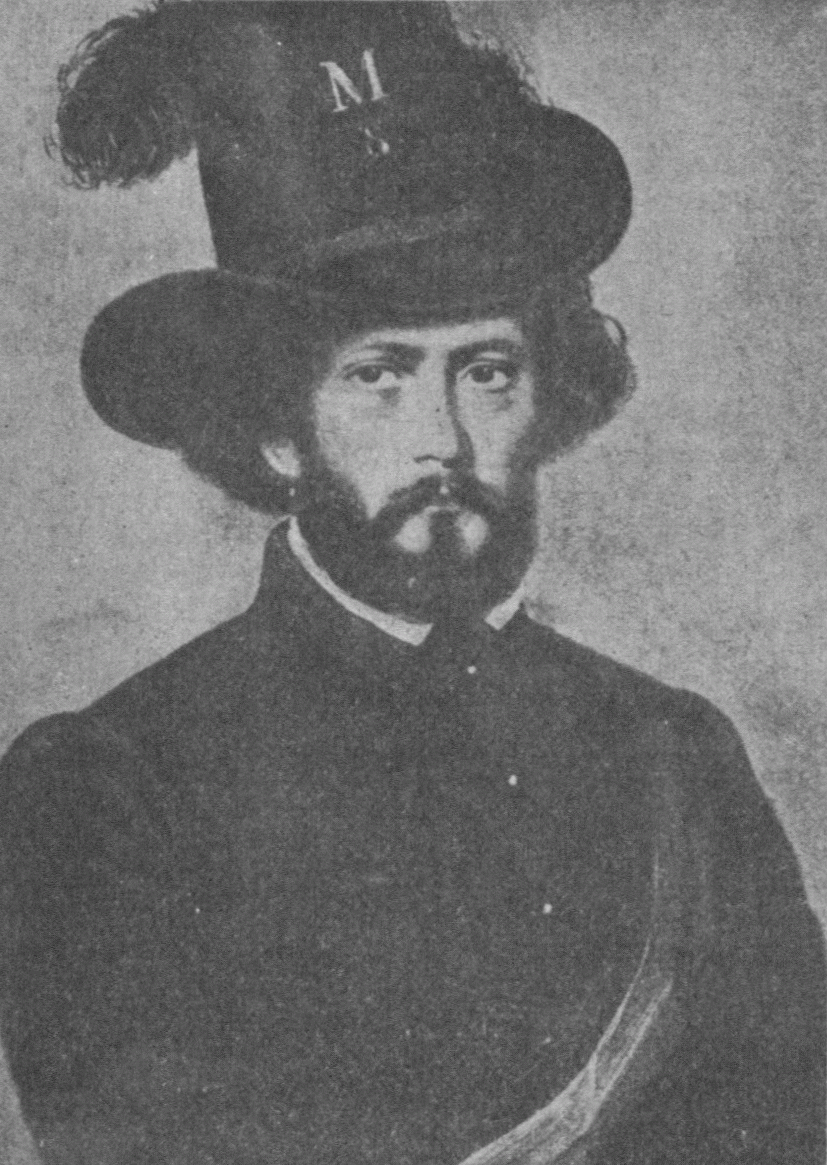
Ludwig August von Frankl, en tant que légionnaire académique, 1848
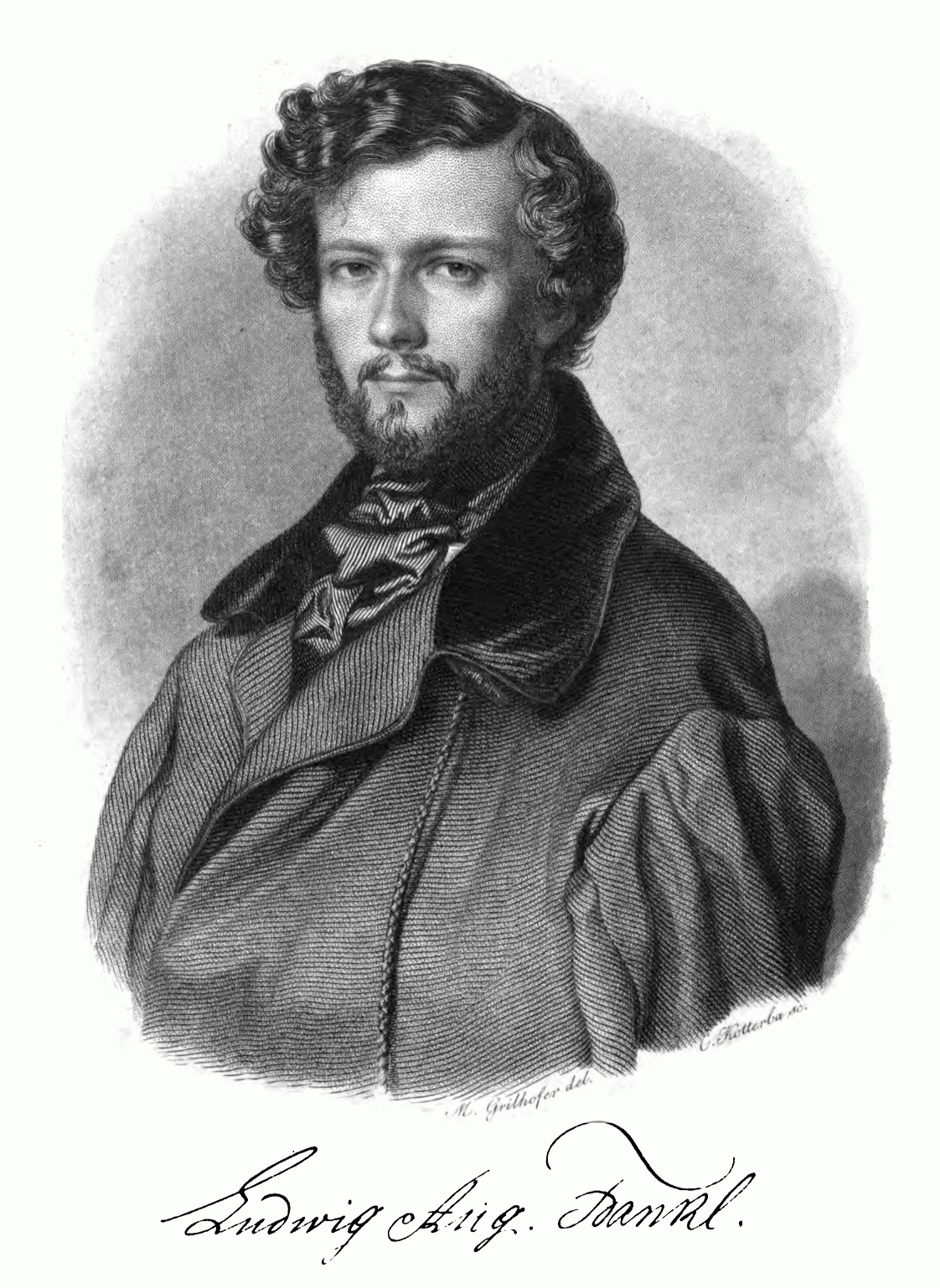
Ludwig August Frankl par Johann Stadler, 1856
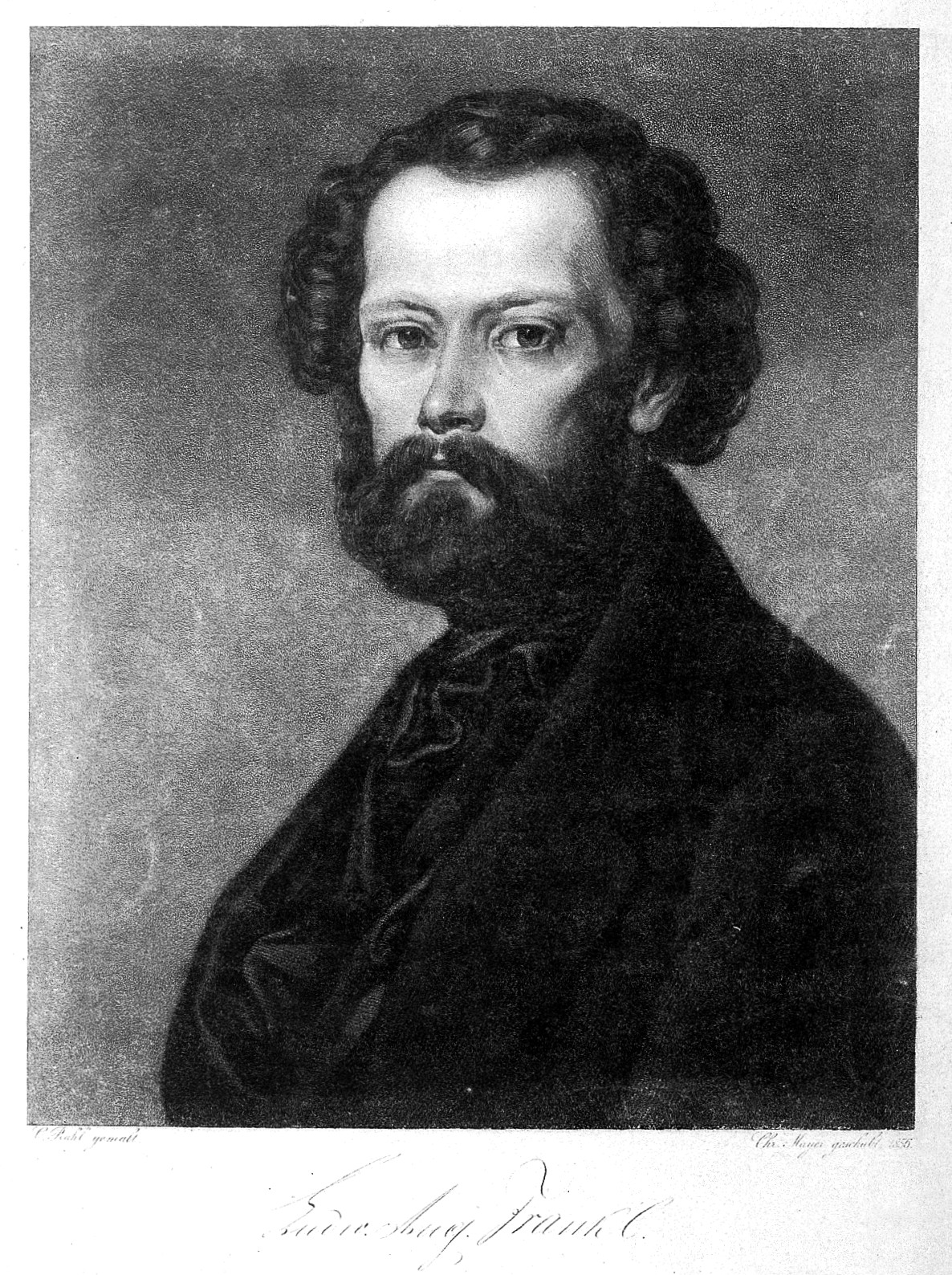
Ludwig August von Frankl, 1856
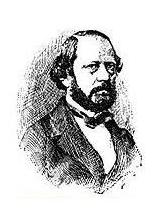
Portrait non daté
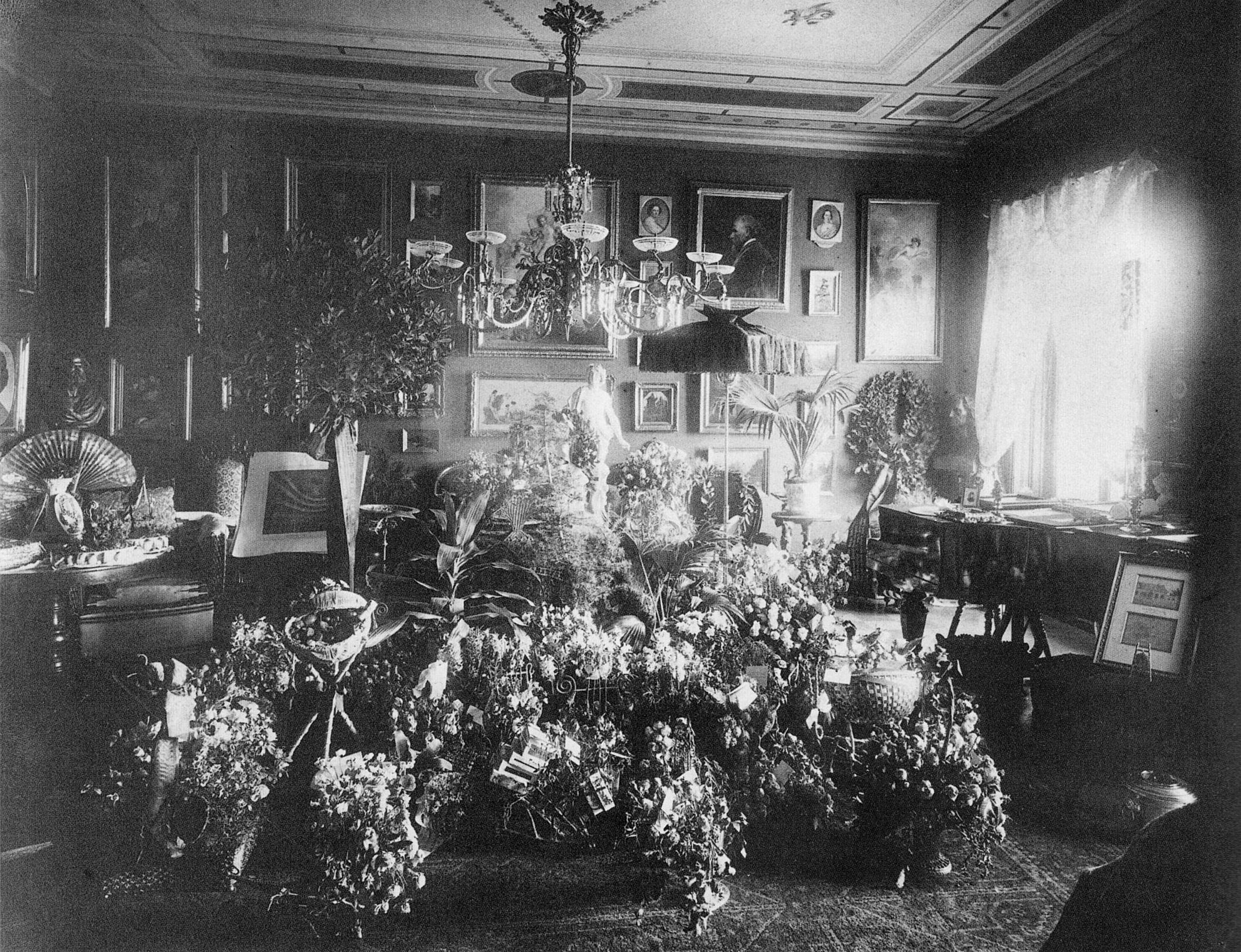
Vue de l'appartement de Ludwig Frankl, v. 1890
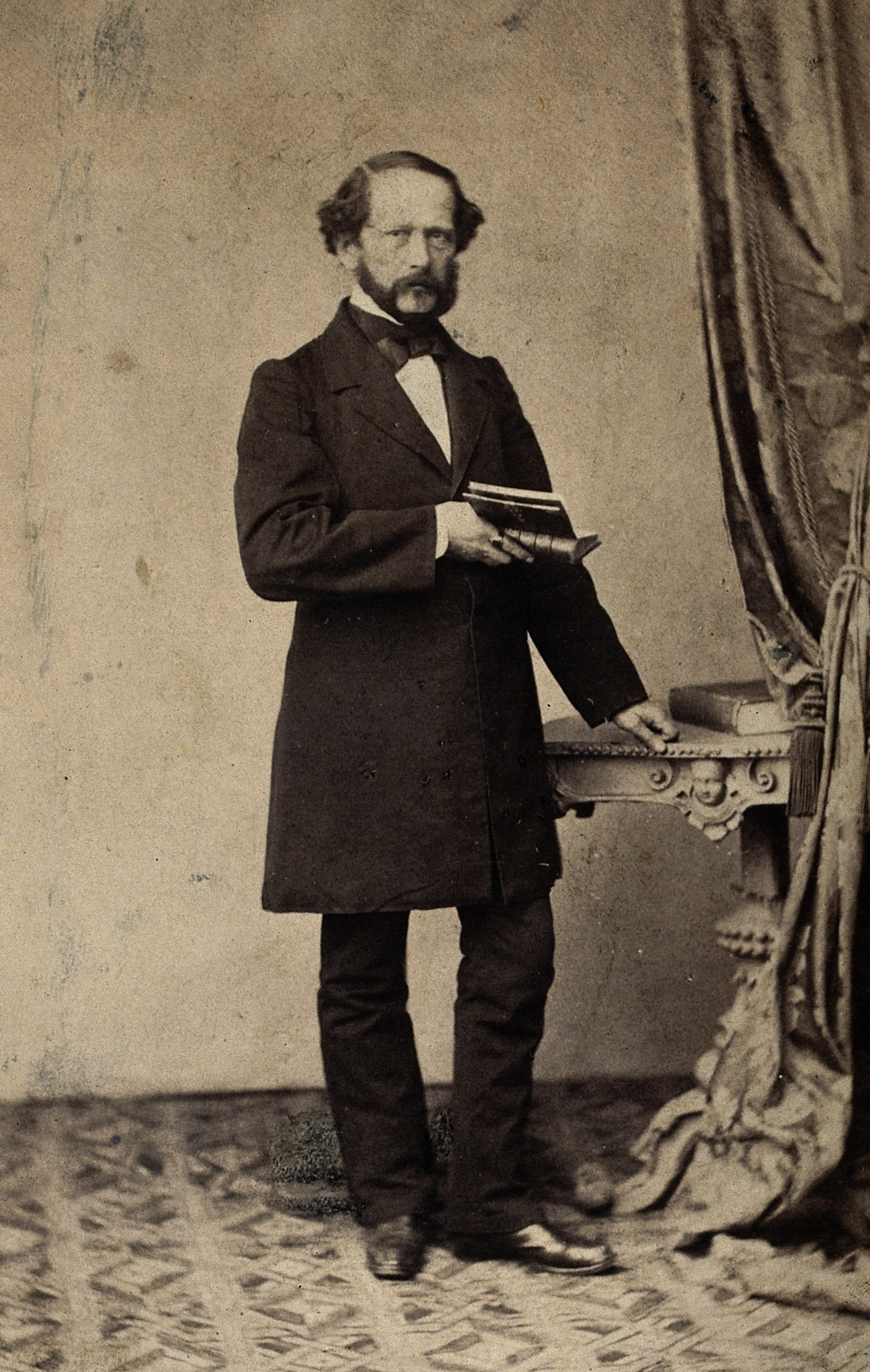
Photographie de Frankl par J. Löwy (1834-1902)
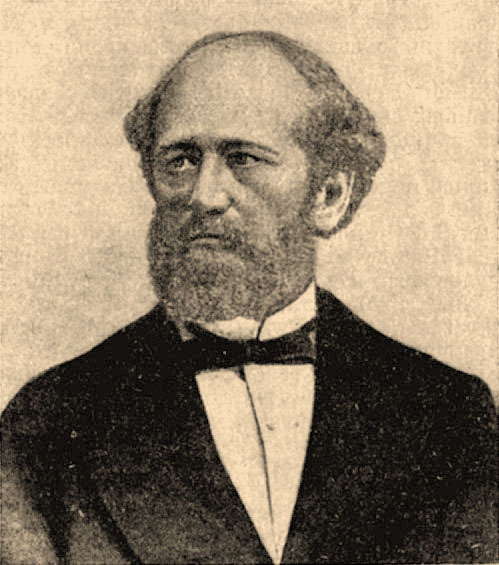
Ludwig August von Frankl, av. 1894

## Œuvre
Poésie

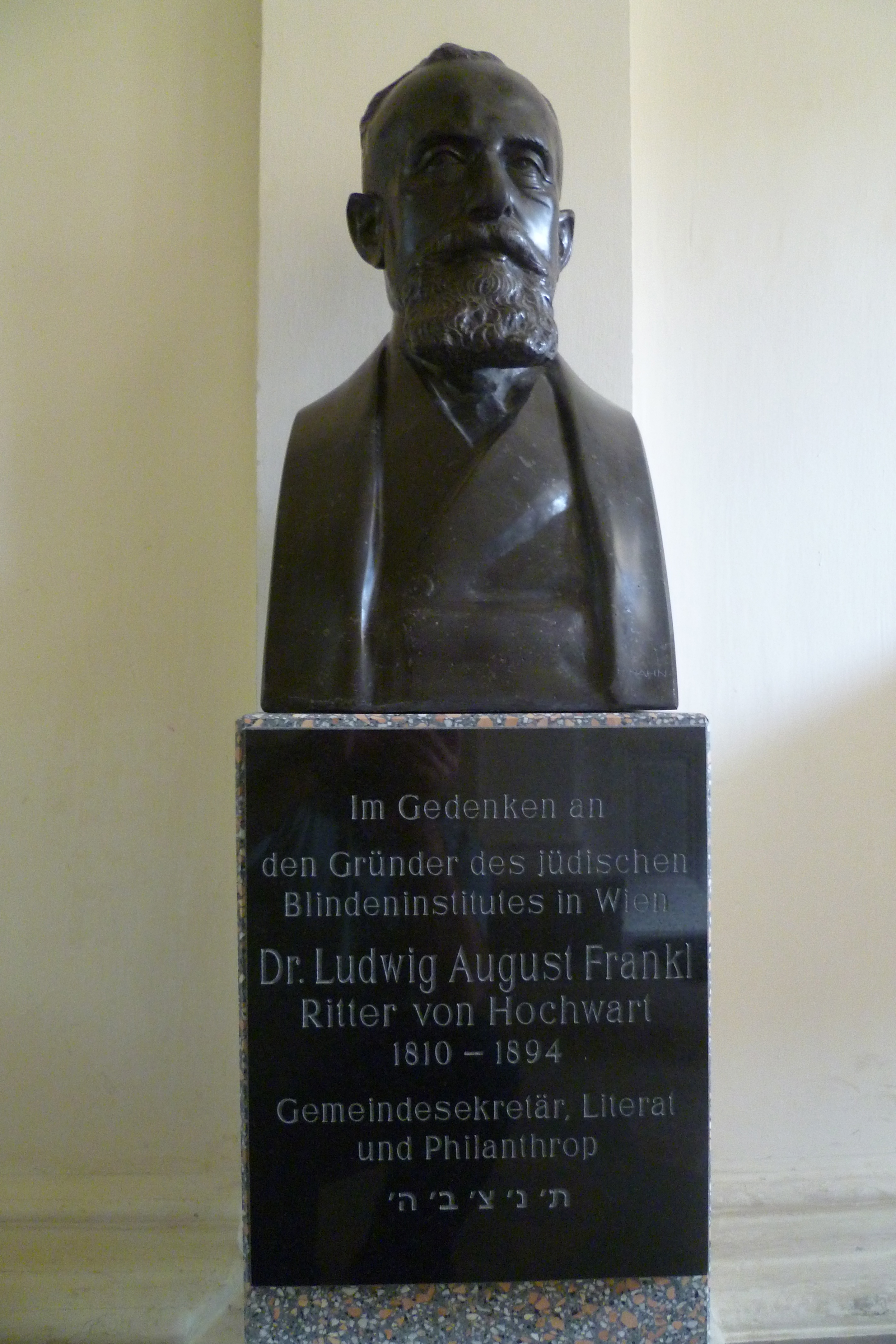
Buste de Ludwig August Frankl

- Don Juan d'Austria, ein Heldenlied, (Leipzig 1846)
- Ein Magyarenkönig" (Leipzig 1850)
- Der Primator (Prague 1861)
- Helden- und Liederbuch (Prague 1861)
- Ahnenbilder (Leipzig 1864)
- Libanon, ein poetisches Familienbuch (Vienne 1867)
- Tragische Könige. Epische Gesänge (Vienne 1876)
- Lyrische Gedichte (Vienne 1880)

Autres écrits
En comparaison des autres écrivains germanophones d'avant 1848, Frankl se distingue par ses efforts par une représentation profonde et une symétrie artistique, influencée par son activité de journaliste. On retient ainsi ses biographies de célébrités autrichiennes et un écrit satirique.
- Hippokrates von Kos und die moderne Medizin (Vienne 1860)
- Die Charlatane (Vienne 1862)
- Hippokrates und die Cholera  (Vienne 1864)
- Nach 500 Jahren, Satire zur Säkularfeier der Wiener Universität (Leipzig. 1865)
- Zur Geschichte der Juden in Wien (Vienne 1853)
- Zu Lenaus Biographie (Vienne 1854)
- Nach Jerusalem (Leipzig 1858)
- Aus Ägypten (Vienne 1860)
- Zur Biographie Ferdinand Raimunds (Vienne 1884)
- Zur Biographie Friedrich Hebbels (Vienne 1884)
- Zur Biographie Franz Grillparzers (Vienne 1883)
- Andreas Hofer im Lied  (Innsbruck 1884)

## Source
- (de) Cet article est partiellement ou en totalité issu de l’article de Wikipédia en allemand intitulé « Ludwig August Frankl von Hochwart » (voir la liste des auteurs).

## Liens

### internes
- Histoire des Juifs en Autriche
- Histoire des Juifs en Tchéquie

### externes
- Notices d'autorité :   - VIAF
  - ISNI
  - BnF (données)
  - IdRef
  - LCCN
  - GND
  - CiNii
  - Belgique
  - Pays-Bas
  - Pologne
  - Israël
  - NUKAT
  - Vatican
  - Australie
  - Croatie
  - Tchéquie
  - Portugal
  - Lettonie
  - WorldCat